# Гидроксид протактиния(V)
Гидроксид протактиния(V) — неорганическое соединение, гидроксид металла протактиния с формулой Pa(OH)5, белое аморфное вещество, не растворимое в воде.

## Получение
- Действие щелочей на растворимую соль протактиния:

{\displaystyle {\mathsf {PaF_{5}+5NaOH\ {\xrightarrow {}}\ Pa(OH)_{5}\downarrow +5NaF}}}

## Физические свойства
Гидроксид протактиния(V) образует белое аморфное вещество.
Не растворяется в воде.

## Химические свойства
- Разлагается при нагревании (образует оксид протактиния(V)):

{\displaystyle {\mathsf {2Pa(OH)_{5}\ {\xrightarrow {475^{o}C}}\ Pa_{2}O_{5}+5H_{2}O}}}
- Реагирует с разбавленными кислотами:

{\displaystyle {\mathsf {Pa(OH)_{5}+3HCl\ {\xrightarrow {}}\ PaCl_{3}O+4H_{2}O}}}
- Реагирует с концентрированными кислотами:

{\displaystyle {\mathsf {Pa(OH)_{5}+3H_{2}SO_{4}\ {\xrightarrow {}}\ H_{3}[Pa(SO_{4})_{3}O]+4H_{2}O}}}
{\displaystyle {\mathsf {Pa(OH)_{5}+3HNO_{3}\ {\xrightarrow {}}\ Pa(NO_{3})_{3}O\downarrow +4H_{2}O}}}